# Meiatermes
Meiatermes é um gênero extinto de cupins que pertencia à antiga família Hodotermitidae. Os seus fósseis foram obtidos dos depósitos do Cretáceo Inferior no Brasil e na Espanha.